# Különleges alakulatok
A Különleges alakulatok (eredeti cím: Forces Spéciales) 2011-es francia háborús-kalandfilm, melyet Stéphane Rybojad rendezett. A főszereplők Diane Kruger, Djimon Hounsou, Denis Ménochet, Benoît Magimel, Mehdi Nebbou és Tchéky Karyo.
Franciaországban 2011. november 2-án mutatták be, Magyarországon DVD-n jelent meg szinkronizálva 2019-ben.

## Szereplők
| Szereplő            | Színész           | Magyar hang     |
| ------------------- | ----------------- | --------------- |
| Elsa Casanova       | Diane Kruger      |                 |
| Kovax parancsnok    | Djimon Hounsou    | Kálid Artúr     |
| Lucas               | Denis Menochet    | Törköly Levente |
| Tic-Tac             | Benoît Magimel    | Előd Álmos      |
| Guezennec admirális | Tchéky Karyo      | Kőszegi Ákos    |
| Elias               | Raphaël Personnaz | Posta Victor    |
| Jacques Beauregard  | Didier Flamand    | Varga Rókus     |
| Amen                | Mehdi Nebbou      |                 |
| Maina               | Morjana Alaoui    |                 |
| Victor              | Alain Figlarz     |                 |
| Marius              | Alain Alivon      |                 |
| Zaief               | Raz Degan         |                 |